# Pietro Manelfi
Pietro Manelfi (Monte San Vito, 1519 – ...) è stato un presbitero cattolico italiano passato all’anabattismo.
La sua notorietà è dovuta unicamente all'aver denunciato all'Inquisizione i suoi compagni di fede, dopo la sua riconversione al cattolicesimo, provocando così la completa repressione del movimento anabattista italiano.

## Biografia
Pietro Manelfi si presentò il 31 ottobre 1551 davanti all'inquisitore bolognese Leandro de Albertis, dichiarando di essere stato «nell'eresia luterana e nella perfidia anabattista» e, ora «toccato dallo Spirito Santo», intendeva «rientrare nel grembo di Santa Romana Chiesa». A questo scopo, per liberare la propria coscienza, intendeva rivelare i nomi di tutti i luterani, anabattisti ed eretici di qualunque corrente, con i quali era stato in contatto o di cui aveva avuto notizia. Data l'importanza delle rivelazioni che il Manelfi si apprestava a rendere, fu trasferito a Roma e qui interrogato, a partire dal 12 novembre, dal Sant'Uffizio.
Secondo le sue dichiarazioni, nel 1540 il cappuccino Gerolamo Spinazzola, chiamato a predicare nelle chiese della diocesi di Senigallia, gli aveva manifestato il suo luteranesimo e successivamente gli fece conoscere ad Ancona lo stesso Generale dell'Ordine cappuccino, Bernardino Ochino, che gli diede da leggere libri luterani, come le Annotationes in evangelium Matthaei di Melantone, il Commentarius in epistolam Pauli ad Galatas e il Contra papatum romanum a diabolo inventum di Lutero (ma quest'ultima opera fu edita soltanto nel 1545 in Germania e l'Ochino aveva abbandonato l'Italia fin dal 1542).
Fu verso il 1543 che il Manelfi aderì decisamente al luteranesimo, frequentando i circoli segreti protestanti di molte città: verso il 1548 conobbe a Firenze l'anabattista veneto Tiziano, del quale non è noto il cognome, che egli considera il principale diffusore in Italia dell'anabattismo, il quale successivamente lo ribattezzò a Ferrara.

## I princìpi anabattisti
I principi in nome dei quali fu battezzato sono riportati nel suo "constituto" - l'interrogatorio - del 12 novembre 1551:
«Non essere lecito secondo l'evangelio battezzare i fanciulli se prima non credono

Gli magistrati non poter esser christiani

Gli sacramenti non conferire grazia alchuna, ma essere segni esteriori

Non tenere nella chiesa altro che scrittura sacra

Non tenere oppenione alchuna de' dottori

Tenere la Chiesa Romana diabolica et antechristiana

Quelli che sono battezzati non essere christiani, ma bisogna rebattezzarli».
Il Manelfi sottolineò che quei principi erano «openioni antique» non essendo «ancora tra tali anabattisti concluso contra la divinità di Christo et altri articoli novi determinati et conclusi nel concilio che fu fatto in Venetia». Questa riunione si sarebbe tenuta a partire dal settembre 1550 per decidere sulle diverse opinioni tenuti circa la divinità di Cristo, in base all'interpretazione da dare al passo biblico (Deuteronomio, 18, 18) «Io susciterò un profeta fra i tuoi fratelli e porrò le mie parole sulla sua bocca».
Il concilio veneziano, a cui presero parte sessanta convenuti, durò quaranta giorni: fra di essi il Manelfi cita Francesco Negri, giunto da Chiavenna e Celio Secondo Curione, venuto da Basilea. A dire del Manelfi, le conclusioni del concilio portarono alla stesura di dieci principi:
«1. Christo non essere Dio ma huomo concetto del seme di Ioseph et di Maria, ma ripieno di tutte le virtù di Dio

2. Maria havere havuto altri figliuoli et figliuole dopo Christo, provando per più lochi della scrittura Christo havere havuto fratelli e sorelle

3. Non essere creatura angelica creata da Dio, et dove la scrittura parla di angeli, esse ministri, cioè huomini mandati da Dio a quell'effetto che dimostra la scrittura

4. Non essere altro diabolo che la prudentia humana, et così quel serpente quale dice Moisè haver sedutto Eva, non essere altro che la prudentia humana, perché non ritrovamo nelle scritture niuna cosa creata da Dio esserle nemica se non la prudentia humana, come dice Paolo Alli Romani

5. Gli impii nel dì del giuditio non risuscitare, ma solo gli eletti, de' quali è stato capo Christo

6. Non ci essere altro inferno che il sepolcro

7. Gli eletti quando moreno dormire nel Signore, et non andare altrimenti le anime loro a fruire cosa alchuna fin al dì del giuditio, quando saranno risuscitate; l'anime dell'imii perire insieme al corpo, come fanno tutti gli altri animali

8. Il seme humano havere da Dio forza di produrre la carne et lo spirito

9. Gli eletti essere giustificati per la divina misericordia et charità di Dio senza nessuna opera visibile, intendendo senza la morte, il sangue et gli meriti di Christo

10. Christo essere morto alla dimostrazione della giustizia di Dio, et giustitia intendevamo il cumulo di tutta la bontà et misericordia di Dio et delle sue promissioni».
Il Manelfi sostiene che nella riunione si stabilì di non considerare canonici il primo e il secondo capitolo del Vangelo di Matteo e i primi tre capitoli di Luca, che a loro avviso sarebbero stati aggiunti da san Girolamo allo scopo di affermare la nascita di Cristo dallo Spirito Santo. I nuovi principi - attestanti la negazione della Trinità e del valore salvifico del sacrificio di Cristo, oltre alla mortalità dell'anima, a parte quella degli eletti - furono diffusi in tutti circoli anabattisti italiani, venendo, secondo il Manelfi, accettati ovunque, tranne che dalla comunità di Cittadella. Anche Manelfi propagandò la dottrina così formulata, in compagnia del confratello Lorenzo Nicoluzzo, in Toscana e in Romagna: nel settembre 1551, a Ravenna, egli avrebbe avuto un improvviso pentimento; restituito il denaro affidatogli dalla comunità, avrebbe preso la strada di Bologna per confessare i suoi trascorsi eretici all'Inquisizione. In realtà, gli anabattisti arrestati a causa della sua delazione mostrarono di ignorare perfino il suo ritorno nella Chiesa cattolica e lo accusarono di aver derubato il suo compagno.
Essendo emersa una particolare diffusione dell'anabattismo nel Veneto, il Sant'Uffizio mandò il maestro del Sacro Palazzo, il domenicano inquisitore Girolamo Muzzarelli, a Venezia, perché desse al Senato veneziano le copie dei constituti. La lettera di accompagnamento affermava che «per tutta Italia è scoperta dalla gran bontà del signor Dio una moltitudine d'anabattisti, i quali hanno congiurato contra li magistrati, contra la fede et contra Christo nostro redentore [...] tengono nemici d'Iddio tutti i magistrati christiani et vogliono che niuno christiano possa essere imperatore, re, duca o esercitare magistrato alcuno, et li populi essere obbligati a obedirli [...] particolarmente nell'anno 1550 nel mese di settembre congregorno uno concilio secretamente in Venetia di Germani, Grissoni et Italiani sin al numero di cinquanta o sessanta, et erano solo dua per giesa cioè per congregazione [...]».
Ricevuta l'informazione, il Consiglio dei Dieci di Venezia organizzò la repressione il 18 dicembre 1551: furono arrestati una ventina di anabattisti, figure tuttavia di secondo piano, che preferirono abiurare per salvare la vita, mentre i capi del movimento, come il Tiziano, ebbero il tempo di fuggire.

## L'attendibilità del Manelfi
L'anabattismo italiano non era un movimento omogeneo; in esso si ritrovano antitrinitari, umanitari, razionalisti, valdesiani, mistici, insieme con esigenze di rinnovamento sociale avanzate da appartenenti a ceti popolari. Le confessioni del Manelfi, che sono del resto parzialmente pervenute, non solo non permettono di cogliere le diverse correnti operanti nel movimento complessivo, ma pongono anche problemi di attendibilità.
Dal confronto fra le sue dichiarazioni e quelle rilasciate dagli anabattisti successivamente arrestati dall'Inquisizione, risulta non solo che il convegno di Venezia sarebbe durato solo pochi giorni, ma che il Manelfi non vi avrebbe nemmeno partecipato, essendo entrato a far parte della setta anabattista diversi mesi dopo quel concilio. In esso non fu presa alcuna decisione in merito alla divinità di Cristo del quale si ammetteva generalmente la natura umana e la sua reale nascita da Maria e Giuseppe - ma il Tiziano avrebbe invece contrastato quest'opinione, mantenendo al proposito una convinzione ortodossa - ma non fu presa una netta decisione sulla natura divina, né in particolare sarebbero mai stati stilati i dieci articoli menzionati dal Manelfi.
In ogni caso, dopo la confessione, l'Inquisizione assegnò al Manelfi una pensione e di lui si perse ogni traccia.